# Joachim Vogl

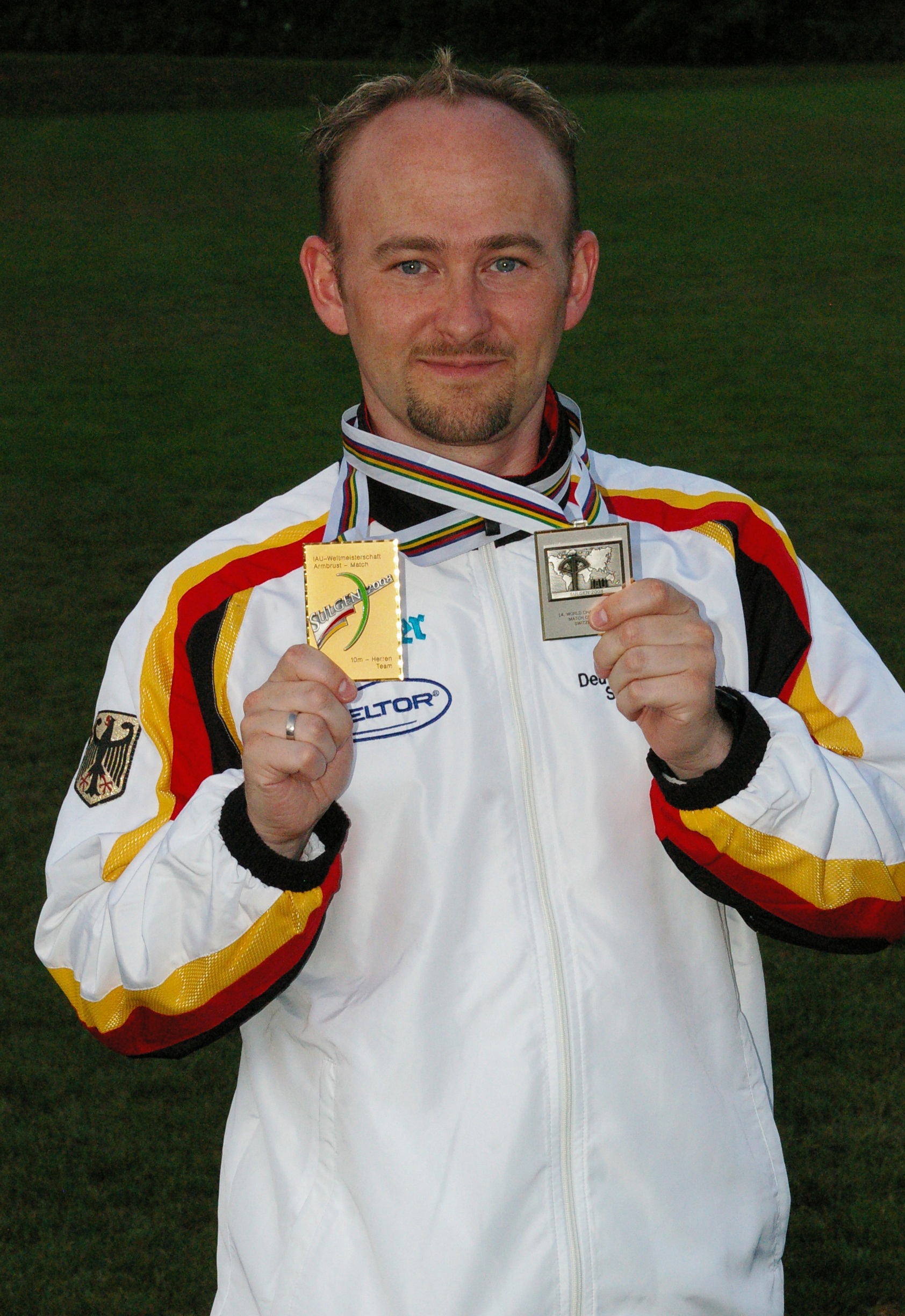
Joachim Vogl wurde bei der 14. Armbrust-Weltmeisterschaft im Juli 2008 in Sulgen/CH mit der 10-Meter-Armbrust Mannschaftsweltmeister und Vizeweltmeister in der Einzelwertung.

Joachim Vogl (* 28. September 1973 in Fürstenfeldbruck) ist ein ehemaliger deutscher Sportschütze.

## Leben
Joachim Vogl begann 1985 (im Alter von 12 Jahren) bei der Schützengesellschaft „Eintracht“ Etterschlag mit dem Luftgewehrschießen. Mit 20 Jahren wechselte er zur Kgl. priv. FSG „Der Bund“ München. Mitverantwortlich für diesen Wechsel war Johann Riederer (Bronze-Medaillengewinner der Olympischen Sommerspiele 1988 und 1992), von dessen Erfahrungen Vogl lernte. Kurze Zeit später nahm Joachim Vogl einen festen Platz im Bayernkader ein und nutzte diesen als Sprungbrett in die Nationalmannschaft (Luftgewehr und Armbrust 10 Meter).
Joachim Vogl war von 1996 bis 2012 im Armbrust-Kader des Deutschen Schützenbundes e.V. sowie Mannschaftsweltmeister (1999 mit Weltrekord und 2008) mit der 10-Meter-Armbrust. Darüber hinaus hält er in dieser Disziplin sowohl den deutschen Rekord als auch den deutschen Final-Rekord. Zudem schoss Vogl seit Anbeginn der Luftgewehr-Bundesliga (im Jahr 1997) für die Kgl. priv. FSG „Der Bund“ München und wurde hier 2000, 2001 sowie 2011 Deutscher Meister. Joachim Vogl beendete seine sportliche Karriere im Herbst 2012. Er ist seit 2006 verheiratet und hat zwei Söhne (* 2008, 2010).

## Erfolge

### Einzel
- Deutscher Meister (Armbrust 10 m): 2004, 2005, 2006, 2007
- Deutscher Meister (Armbrust 30 m, nat. trad.): 1998, 2000, 2002, 2006, 2010
- Deutscher Meister (Gewehrschießen 100 m): 2007
- Vizeweltmeister (Armbrust 10 m): 2008

### Mannschaft
- Deutscher Meister (Armbrust 30 m nat. trad.): 2008, 2010
- Deutscher Meister (Armbrust 10 m): 1997, 1998, 2000, 2001, 2002, 2003, 2004, 2006, 2007, 2008, 2009, 2010, 2012
- Europameister (Armbrust 10 m): 2000, 2011
- Weltmeister (Armbrust 10 m): 1999[2], 2008[3]
- Weltcupsieger (Armbrust 10 m): 2005
- Deutscher Pokalsieger (Luftgewehr): 1997, 2005, 2006, 2007, 2010
- Deutscher Meister (Luftgewehr): 1997, 2000, 2001, 2011

### Deutscher Rekord
- Armbrust 10 m: 397 Ringe, aufgestellt am 23. August 2006 in München/Hochbrück

### Deutscher Final-Rekord
- Armbrust 10 m: 395 Ringe (Vorkampf) + 99 Ringe (Finale), aufgestellt am 24. August 2005 in München/Hochbrück